# Лудхианский метрополитен
Лудхианский метрополитен (хинди लुधियाना मेट्रो) — планировавшаяся система скоростного транспорта для города Лудхиана, Пенджаб. Заявленная стоимость строительства: 103 млрд. рупий (1,4 млрд. доллара США).

## История
В 2007 году Delhi Metro Rail Corporation (DMRC) попросили подготовить подробный отчет о проекте. Правительство штата оценило стоимость проекта в 30 миллиардов фунтов стерлингов (390 миллионов долларов США) в ценах 2007 года. Доработку проекта планировалось завершить к концу сентября 2012 г.
В проекте DMRC предложено 2 линии. Протяжённость первой линия метро Лудхияна составит 15 798 м, на ней будет расположено 14 станций. Протяжённость второй линии составит 13 035 м, на ней расположится 13 станций. DMRC будет официальным консультантом правительства Пенджаба по проекту. Для его реализации будет создана компания специального назначения Punjab Metro Rail Corporation (PMRC).
17 июля 2012 года главный министр Пенджаба Паркаш Сингх Бадал одобрил проект в рамках модели государственно-частного партнерства. 2 сентября 2012 года заместитель главного министра Сукхбир Сингх Бадал назначил муниципального комиссара Лудхианы управляющим директором метро Лудхианы, он будет нести ответственность за завершение работ в установленные сроки.

## Маршруты
Общая протяжённость метро в Лудхиане составит 29 км, из которых 22 км будут надземными, а 7 км — подземными. Ожидается строительство двух линий:
Линия 1 (Аяли Чоук — Дом электростанции BBMB): Линия будет проходить с востока на запад, её протяжённость составит 15 798 м, на ней расположится 14 станций — 10 надземных и 4 подземных:
1. Аяли Чоук
2. Раджгуру Нагар
3. Аггар Нагар
4. Молочный завод Верка
5. ПАУ
6. Арти Чоук
7. Бхарат Нагар Чоук
8. Стадион Гуру Нанак
9. Гурдвара Дух Ниваран
10. Гражданская больница
11. Самрала Чоук
12. Вардман Миллс
13. Джамалпур
14. Электростанция BBMB

Линия 2 (Деревня Джилл — Рахон Роуд Чунги): Линия будет проходить с севера на юг, её протяжённость составит 13 035 м, на ней расположится 13 станций — 6 надземных и 7 подземных:
1. Деревня Джилл
2. Колледж ГНЭ
3. АТИ Чоук
4. Джанта Нагар Чоук
5. Джилл Чоук
6. Городской автовокзал
7. Железнодорожная станция
8. Басти Джодхевал
9. Рахон Роуд Чунги
10. Дорога Тибба (около Сатсанг Гар)
11. Салем Табери
12. Какобал Роуд
13. Таджпур-роуд
14. Часовая башня

## Детали проекта
Ориентировочная стоимость километра строительства метро составит 1,75 миллиарда рупий для эстакады и 3,25 миллиарда рупий для метро. Средняя стоимость километра составляет около 3 миллиардов рупий.
Метрополитен будут обслуживать два ремонтных депо: одно будет находиться недалеко от Баддовала и займет площадь 26 га, а второе депо будет расположено возле деревни Гилл, площадью 21 га. В этих депо будет осуществляться мойка, чистка, ремонт и техническое обслуживание составов.
Система оплаты билета будет такой же, как и в метро Дели: 10 рупий за первые два километра, а далее расчёт стоимости будет производиться по специальной формуле для расчета дальнейших тарифов.
Правительство штата должно будет освободить метро от налога на добавленную стоимость (НДС), а также не взимать налог за использование электроэнергии, необходимой для работы. Также предлагается освобождение от муниципальных налогов.